# Весільна відеографія
Весільна відеографія — зйомка (документування) весілля на відео, відзнятий матеріал якого в подальшому піддається монтажу. Кінцевим продуктом весільної відеографії є весільний ролик або весільний фільм.

## Стилі весільної відеографії

### Документальний
Зйомка відбувається без втручання оператора у події, що відбуваються. Як правило, оператор залишається непоміченим, щоб максимально зберегти цілісність та передати атмосферу (настрій) весілля. Зйомка ведеться у хронологічному порядку, без додаткових дублів чи додатково знятих кадрів. 
Під час монтажу зберігається хронологічний порядок подій, а також зберігається їхня цілісність і зазвичай подається у повній формі(тости, конкурси, вінчання). Кінцевим продуктом є фільм, що зазвичай триває 45-60 хвилин.

### Художній
Це стиль, у якому зйомка відбувається у формі постановки. Оператор завчасно готує список референсів або ж готує сценарій (розкадровку) зйомки. Може бути знято кілька дублів, додатково записано звук (інтервʼю наречних) тощо. Всі події фіксуються, але додатково знімаються художні кадри, такі як: декор, перебивки людей, додаткові постановочні кадри чи записані інтервʼю з гостями. 
Фільм у художньому стилі може монтуватись як лінійно, так і нелінійно. Як правило, попередньо складається сценарій фільму після перегляду всіх відзнятих матеріалів. У художньому фільмі можуть бути обʼєднані між собою кілька тостів, може бути присутній закадровий голос, а події відбуватись паралельно. Художній весільний фільм зазвичай триває від 15 до 30 хвилин.

### Класичний
Це поєднання двох попередніх стилів в залежності від події, що відбуваються на весіллі. Наприклад, ранок наречених та прогулянку знімають більш художньо, постановочно і з використанням попередньо підготовлених референсів. Документальний стиль відеографії використовують на весіллі тоді, коли важко контролювати подію і потрібно просто фіксувати все, що відбувається. Це такі події як: вінчання, виїзна церемонія, та практично все, що відбувається в ресторані чи банкетному залі (за винятком танців та виконання деяких традицій). Весільний фільм може бути лінійним або нелінійним, але зберігає цілісність та повноту подій. Як правило все, що було знято в документальному стилі таким і залишається під час монтажу. Фільм зазвичай триває від 20 до 40 хвилин. 

### Традиційний (старий)
Застарілий документальний стиль весільної відеографії. Зйомка у традиційному стилі відбувається «одним кадром» без будь-яких додаткових вставок.  Оператор знімає все від третьої особи і фіксує на камеру в максимальному обсязі все, що відбувається на весіллі. На стадії монтажу фільм зазнає мінімальних змін: як правило, лише вирізаються зайві кадри. Фільм у цьому стилі зазвичай триває від 1 до 3 годин (можуть бути і довші).

## Види весільної відеографії

### Весільний фільм
У весільному фільмі показуються всі події, що відбувались на весіллі (від ранку до виконання традицій в кінці весілля). Тривалість фільму може бути від 20 хвилин до години часу, в залежності від стилю, в якому зроблений весільний фільм.

### Весільний ролик (highlights)
Це відео тривалістю від 2 до 6 хвилин з найяскравішими моментами, які були на весіллі. У весільному ролику можуть бути слова або ж усе під музичний супровід. Як правило у весільний ролик входять найкращі кадри та найяскравіші і найважливіші моменти з весілля.

### SDE-ролик
Ролик, що монтується у той самий день (англ. same day edit) — у день весілля. Як і весільний ролик, це коротке відео з найяскравішими моментами з дня весілля. Особливістю такого відео є показ в день весілля. Тобто, SDE-ролик показують на самому святі в кінці дня. Складність реалізації полягає у потребі в швидкій та злагодженій роботі оператора та монтажера, оскільки час на монтаж сильно обмежений, і відбувається паралельно зі зйомкою. Як правило, враження від SDE-ролика є набагато більшими, ніж від весільного ролика чи фільму, оскільки наречені все ще перебувають у потрібній атмосфері . Тривалість такого відео зазвичай становить від 1,5 до 6 хвилин.
Схожим до цього терміну є монтаж наступного дня (англ. next day edit). Монтаж такого ролику відбувається в ніч після весілля, а показ — наступного ранку.

### Додаткові види

#### Запрошення на весілля
Створюється ідея або сценарії для відео, у якому наречені запрошують гостей на своє весілля. Тривалість такого відео — від 1 до 2 хвилин.

#### Подяка батькам
Як правило відео супроводжується спеціальним подарунком наречених для своїх батьків. У відео може бути показано як наречені створювали цей подарунок або ж це окремо знята історія, яку запропонували наречені (або оператори). Тривалість такого відео зазвичай від 3 до 7 хвилин і показується в день весілля перед врученням подарунка нареченими своїм батькам.  

#### Love story
Додаткова форма весільного ролика, що знімається та монтується ще до самого весілля. На основі реальної (рідко вигаданої) історії кохання створюється сценарій та графік знімальних днів. Після зйомки ролик монтується і затверджується клієнтами. Відео як правило триває від 3 до 10 хвилин і показується в день весілля. 

## Цікаві факти
- «Весільна відеографія» — назва дванадцятої серії шостого сезону американського комедійного телесеріалу «Спільнота»[2].